# Куттыбай
Куттыбай (каз. Құттыбай) — село в Шетском районе Карагандинской области Казахстана. Входит в состав Шетского сельского округа. Код КАТО — 356487300.

## Население
В 1999 году население села составляло 221 человек (111 мужчин и 110 женщин). По данным переписи 2009 года, в селе проживали 74 человека (38 мужчин и 36 женщин).